# Polizeigewerkschaft (Österreich)
Die Polizeigewerkschaft ist eine Teilgewerkschaft der Gewerkschaft öffentlicher Dienst (GÖD), welche wiederum dem Österreichischen Gewerkschaftsbund (ÖGB) angehört. Sie vertritt die Angehörigen des Wachkörpers Bundespolizei, großteils jedoch nicht die Angehörigen der Sicherheitsverwaltung. Die maßgeblichen Fraktionen innerhalb der Polizeigewerkschaft sind die Fraktion Christlicher Gewerkschafter (FCG), bekannt auch als Kameradschaft der Exekutive Österreichs (KdEÖ) sowie die Fraktion Sozialdemokratischer Gewerkschafter (FSG), welcher in der Polizeigewerkschaft auch unter der Bezeichnung Klub der Exekutive firmiert.  Als Vorsitzender der Polizeigewerkschaft fungiert seit Oktober 2023 Martin Heinzl (FCG), seine beiden Stellvertreter sind Hermann Greylinger (FSG) und Alfred Iser (FCG).
Neben FCG und FSG konnte sich die Aktionsgemeinschaft Unabhängiger und Freiheitlicher (AUF) bei Personalvertretungswahlen mit unterschiedlichem Erfolg als drittstärkste Fraktion etablieren.
Außerhalb von ÖGB und GÖD existiert noch die von freiheitlichen Personalvertretern gegründete Freie Exekutivgewerkschaft (FEG), die als Gewerkschaft ausschließlich für Angehörige der österreichischen Polizei und Justizwache gegründet wurde.